# 알렉스 펀스
알렉스 펀스(Alex Ferns, 1968년 10월 13일 ~ )는 영국의 배우, 영화배우, 텔레비전 배우이다.

## 방송
- 더 패싱 벨스

## 영화
- 고질라 X 콩: 뉴 엠파이어 (2024년) - 미카엘 역
- 더 배트맨 (2022년) - 피트 새비지 역
- 캐시트럭 (2021년) - 존 역
- 죄와 벌 (2017년)
- 레전드 오브 타잔 (2016년)
- 레전드 (2015년) - 맥클린 역
- 더 패싱 벨스 (2014년)
- 쉐도우 맨 (2006년)
- 메리 크리스마스 (2005년)
- 브리타닉 (2000년)
- 이스트엔더스 (1985년)